# アドルフ・クルーゼルとその娘カタリナ・クルーゼル
『アドルフ・クルーゼルとその娘カタリナ・クルーゼル』（アドルフ・クルーゼルとそのむすむカタリナ・クルーゼル、蘭: Adolf en Catharina Croeser、英: Adolf and Catharina Croeser）は、オランダ黄金時代の画家ヤン・ステーンが1655年にキャンバス上に油彩で制作した絵画である。アムステルダム国立美術館に所蔵されている。伝統的に『デルフトの市長とその娘』（デルフトのしちょうとそのむすめ、蘭: De burgemeester van Delft en zijn dochter、英: The Burgomaster of Delft and his Daughter）という題名で知られていたが、2006年以来、より歴史的に正しい現在の題名にされている。アドルフ・クルーゼルは富裕な穀物商人で、娘のカタリナは当時13歳であった。

## 作品
この絵画は、1910年に研究者ホフステーデ・デ・フロートにより以下のように記述されている。
878番。いわゆるデルフトの市長とその娘の肖像。中央の男性は、自宅の前の階段上に座っている。彼は1枚の紙を持っている。娘は、鑑賞者に向かって2段の階段を下りてきている。男性は黒装束で、娘は青いスカートと灰色がかった紫色のガウンを身に着けている。赤い服を着た乞食の女性が少年を連れ、右側から男性に話しかけている。遠景には、旧教会の塔が見える。男性の頭部の左にも小さな塔が見える。町の紋章のある石橋がデルフトの旧市街に続いている。左側の家の窓にはガラス瓶に入った花束がある。家は、通りにあるほかの家々よりもやや前に突き出ている。木々の葉が画面の一部を覆っている。
この絵画はステーンの真作であるが、傑作ではない。男性の頭部は少女に比して大きすぎる。1808年の売却時から、絵画は『デルフトの市長とその娘』という題名で通ってきた。伝統にしたがえば、描かれている人々は、ヘラルド・ブリール・ファン・ウェルフック (Geraldo Briel van Welhoeck, 1593–1665年) とその娘のアナ (Anna) である。アナは1638年に生まれ、1656年にアドリアーン・ボハールト・ファン・ベロイス (Adriaan Bogaert van Beloys) と結婚した。階段上の端に完全な署名と1655年の制作年が記されている。キャンバス、縦32.5インチ、横27インチ。1882年、ロンドンのロイヤル・アカデミーの冬季展覧会で238番の作品として展示。

売却歴。1808年7月13日、アムステルダムのE. M. Engelberts and Tersteegが142番の作品として売却 (75フロリン、Nieuwenhuysで) 。1811年、ロンドンのDomsertが売却 (88フロリン、Charlessonで)。Neuwenhuysの画商からEdward, Penrhyn卿が購入。現在、ペンリン城 (Penrhyn Castle) のPenrhyn卿のコレクション。
なお、本作は、サイモン・シャーマの1987年の著作『富の困惑』の表紙を飾った。 
ペンリン城に100年以上所蔵された後、本作は2004年に11,009,000ユーロでアムステルダム国立美術館に売却された。同美術館にとって最も高額な購入作品であった。イギリス政府はイギリスの諸機関に本作を購入する機会を与えるため、輸出許可証の発行を遅らせた。しかし、購入に関心を示した唯一の機関が8月に購入の申し出を取り下げ、輸出許可証が発行された。
2006年に、描かれたデルフトの町の景観と人々が研究された結果、作品の題名が変更されたが、1世紀以上前、すでに画中の男性は デルフトの市長ではないと推測されていた。なお、画中のアドルフ・クルーゼルは、本作が描かれてから2年後の1657年に多大な借金のあったステーンの保証人になっている。